# Lonchoptera curtifurcata
Espèce
Lonchoptera curtifurcata est une espèce de diptères de la famille des Lonchopteridae.